# Paul Sixt
Paul Sixt (* 22. Februar 1908 in Stuttgart; † 8. Januar 1964 in Detmold) war ein deutscher Kapellmeister. Er war beteiligt an der Konzeption der NS-Ausstellung „Entartete Musik“.

## Leben
Sixt studierte in Stuttgart und wurde danach Theaterkapellmeister in Weimar. Bereits seit 1930 gehörte er der NSDAP an. Seit 1935 war er Staatskapellmeister und seit 1936 Generalmusikdirektor in Weimar. Ab 1938 war er Leiter der Reichsmusikkammer im „Gau Thüringen“. Zusammen mit Staatsrat Hans Severus Ziegler konzipierte er die Ausstellung „Entartete Musik“, die am 25. Mai 1938 in Düsseldorf eröffnet wurde und in der u. a. Igor Strawinski, die Zwölftonmusik und der Jazz als „entartet“ denunziert wurden. Später wurde die Ausstellung noch in Weimar, München und Wien gezeigt. 1939 wurde Sixt Rektor der Musikhochschule Weimar.
Nach dem Zweiten Weltkrieg leitete Sixt zunächst ein Kammerorchester in Stuttgart und wurde 1950 Generalmusikdirektor in Detmold, wo er bis zu seinem Tode – seiner Vergangenheit ungeachtet – die Musiksparte des Lippischen Landestheaters leitete.